# Château du Néret
Le château du Néret est situé à Sarzeau en France.

## Localisation
Le château est situé sur le territoire de la commune de Sarzeau, au lieu-dit le Néret, dans le département du Morbihan en région Bretagne.

## Description
Le château actuel date du XIXe siècle, édifice de plan allongé, double en profondeur, à cinq travées, avant corps, à cinq,  pièces par étage, loggia, pièces en enfilade, construit en moellons enduits et calcaire (travée centrale, loggia, ouvertures et lucarnes), à un étage carré et étage de comble, élévation ordonnancée, Toiture à longs pans est couverte d'ardoises, croupe et noue (lucarnes). Escalier dans-œuvre tournant à retours avec jour en charpente avec rampe en fer forge ; puits en moellon ; dépendance avec logement central et remise à voitures en moellon enduit, ouvertures en brique et calcaire, à comble à surcroît, élévation ordonnancée, toit à longs pans à pignon couvert, avant corps avec toit à noue.

## Historique
La première maison, peut-être un manoir, non signalée dans la documentation détruite. Enclos du XVIIe siècle avec portail portant blason à croix de Malte probablement inséré au début du XIXe siècle. Château construit vers 1830 pour la famille Renaud, peut-être par Louis Richelot, architecte rennais. Logement avec remise à voitures construit en 1887 (date portée). Puits daté 1898. Chapelle date peut-être du  XVIIe siècle, existant au début du XXe siècle, détruite. Blason déposé dans la cour (provenant de la chapelle détruite) avec croix de Malte. Colombier de datation incertaine du XVIIe siècle.
Il est inscrit à l'inventaire général du patrimoine culturel.